# 苑康
苑康（？年—？年），字仲真，勃海重合縣（今山東省樂陵）人，東漢八及之一。

## 生平
苑康年輕時在太學學習，與郭泰友好。後舉孝廉，遷潁陰令，任內表現優秀。升任太山太守。郡內豪族大多不遵守法令，苑康一上任，對此震怒，於是馬上頒布嚴格法令，沒有人敢犯法。從前侵占他人田地住宅的，也都歸還地主。
山陽人張儉殺常侍侯覽的母親，苑康調查侯覽母親的黨羽，有的藏匿在太山境內，苑康厭惡宦官，因此將他們全部逮捕，沒有漏網之魚。侯覽因此痛恨苑康，誣諂苑康與兗州刺史第五種和都尉壺嘉上偽報欺騙朝廷賊人投降，於是徵召苑康到廷尉審訊，減死罪一等，流放到日南。潁陰人和太山羊陟等人到朝廷爲苑康申訴，得以從輕發落，送回本郡，苑康後來在家裡去世。
《东观汉记》记载他担任司隸校尉，務大綱，性節儉，常臥布被。

## 评价
張儉、岑晊、劉表、陳翔、孔昱、苑康、檀敷、翟超八人，人稱八及，即能引導他人追隨眾人所宗仰的賢人。
| 東漢八及 | 張儉 · 岑晊 · 刘表 · 檀敷 · 陳翔 · 孔昱 · 苑康 · 翟超 |

## 延伸阅读
[在维基数据编辑]
 《後漢書/卷67》，出自范晔《後漢書》